# Caja Rude
Caja Rude, född 1884, död 1949, var en dansk romanförfattare, journalist och kvinnosakspolitiker.